# Vollelektrolytlösung (Infusion)

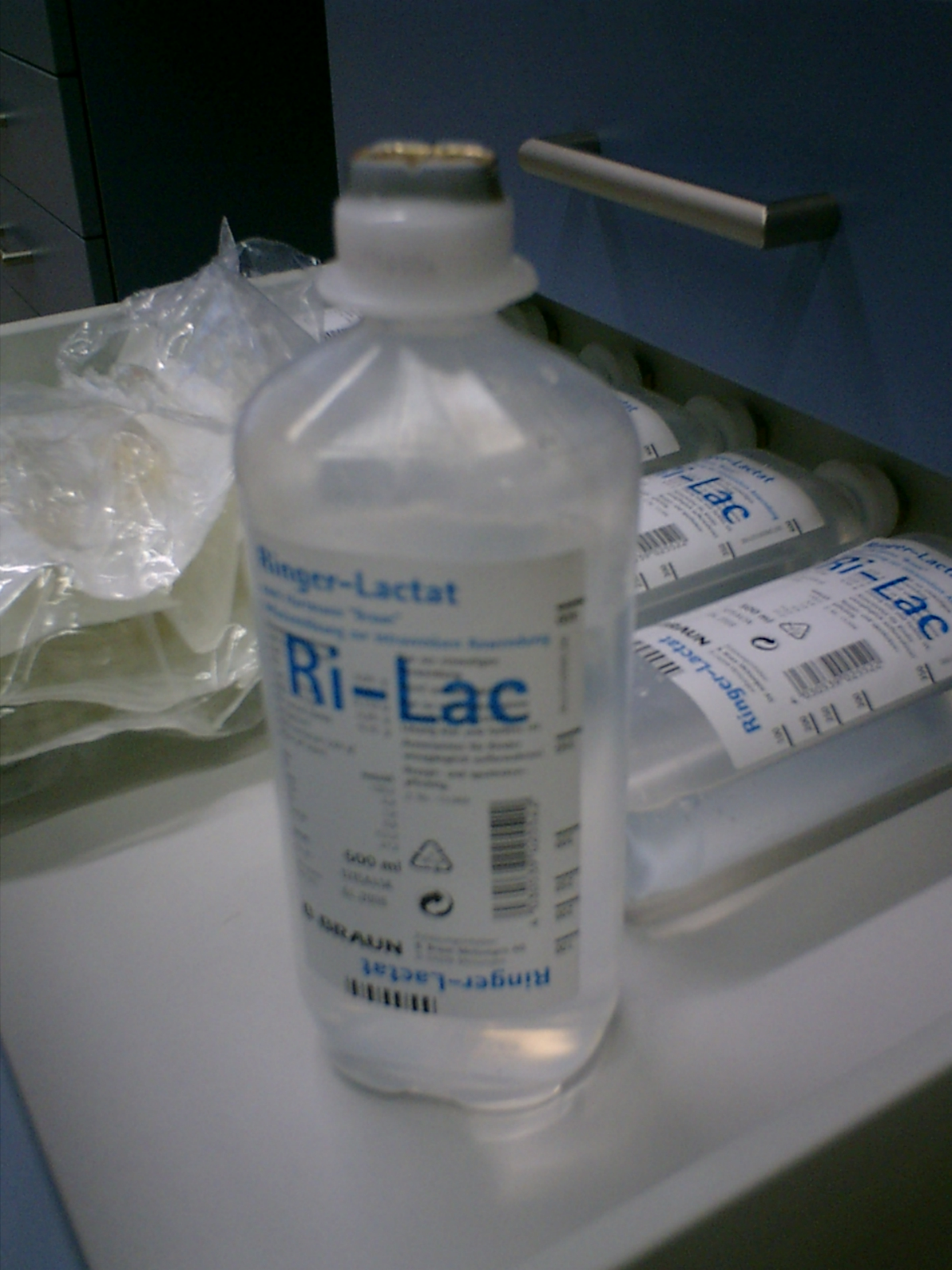
Ringer-Lactat-Lösung

Eine Vollelektrolytlösung (VEL) ist eine Lösung zur intravenösen Infusion. Im Gegensatz zu isotoner Kochsalzlösung enthält sie zusätzliche Elektrolyte wie Kalium, Calcium und Magnesium in einer der Blutserumkonzentration ähnlichen Zusammensetzung.
Sie wird bei Flüssigkeits- und Elektrolytverlusten verschiedenster Ursachen sowie als Trägerlösung für die intravenöse Gabe von Medikamenten angewandt.

## Eigenschaften
Vollelektrolytlösungen enthalten mindestens 120 mmol/L Na+ und sind in Verteilung und Konzentration der wichtigsten Kationen Natrium, Kalium, Calcium sowie häufig auch Magnesium auf die des Blutplasmas abgestimmt. Sie sind annähernd isoton. In den sogenannten balancierten Lösungen ist zudem auch der Chloridgehalt auf einen möglichst physiologischen Wert eingestellt (isoion). Unphysiologisch hohe Chloridkonzentrationen haben ungünstige Wirkungen auf die Nierenfunktion und Hämodynamik und können dosisabhängig zu einer Dilutionsazidose führen. Dazu wird in der Zusammensetzung der Lösung ein Teil des Chlorids durch metabolisierbare Anionen wie Acetat, Lactat oder Malat ersetzt. Sie werden im Körper zu Hydrogencarbonat (Bicarbonat, HCO3−) verstoffwechselt, das eines der physiologischen organischen Anionen im Blutplasma darstellt, aber aus galenischen Gründen der Infusionslösung nicht direkt zugegeben werden kann. Ein Nachteil des überwiegend hepatisch metabolisierten Lactats ist der überproportional hohe Sauerstoffverbrauch und die mögliche Beeinträchtigung einer Lactat-Diagnostik. Hingegen werden Acetat und Malat leberunabhängig verstoffwechselt.
Bekannte Produkte sind z. B. Ringerlösungen, Sterofundin und Jonosteril.
| Name                                          | Na+ | K+  | Ca2+           | Mg2+         | Cl− | Acetat | Lactat | Org. Säuren | HCO3− | H2PO4−       | Proteinat         | Glucose | Theoret. Osmolarität [mosm/L] | pH-Wert | Titrationsazidität [mmol NaOH/L] |
| --------------------------------------------- | --- | --- | -------------- | ------------ | --- | ------ | ------ | ----------- | ----- | ------------ | ----------------- | ------- | ----------------------------- | ------- | -------------------------------- |
| Humanplasma (durchschnittliche Konzentration) | 142 | 5   | 2,5 (5 mval/L) | 1 (2 mval/L) | 102 |        |        | 6           | 27    | 1 (2 mval/L) | 1; 20 (16 mval/L) |         | 288 310                       | 7,4     | 0                                |
| Jonosteril D 5                                | 137 | 4   | 1,65           | 1,25         | 147 | –      | –      | –           | –     | –            | –                 | 50 g/L  | 568                           | 3,0–4,5 | 1–2                              |
| Ringer-Lösung                                 | 147 | 4   | 2,25           | –            | 156 | –      | –      | –           | –     | –            | –                 | –       | 309                           | 5,0–7,0 | < 1                              |
| Ringer-Lösung mit 5 % Glucose                 | 147 | 4   | 2              | –            | 155 | –      | –      | –           | –     | –            | –                 | 50 g/L  | 585                           | 3,5–6,5 | < 0,2                            |
| Ringer-Acetat-Lösung                          | 130 | 5,4 | 0,9            | 1            | 112 | 27     | –      | –           | –     | –            | –                 | –       | 276                           | 6,0–8,0 | < 2                              |
| Ringer-Lactat-Lösung                          | 131 | 5,4 | 1,8            | –            | 112 | –      | 28     | –           | –     | –            | –                 | –       | 279                           | 5,0–7,0 | < 2                              |
| Ringer-Lactat-Lösung nach Hartmann            | 131 | 5,4 | 0,91           | 1            | 112 | –      | 28     | –           | –     | –            | –                 | –       | 279                           | 5,0–7,5 | < 0,3                            |
| Ringer-Lactat-Lösung mit 5 % Glucose          | 131 | 5,5 | 1,8            | –            | 112 | –      | 28     | –           | –     | –            | –                 | 50 g/L  | 556                           | 4,0–6,5 | < 0,2                            |
| Sterofundin                                   | 140 | 4   | 2,5            | 1            | 106 | –      | 45     | –           | –     | –            | –                 | –       | 299                           | 4,5–7,5 | < 1                              |

Sonderformen sind Zweidrittel-, Halb- oder Drittel-Elektrolytlösungen (Bezeichnung entsprechend dem Natriumgehalt der Vollelektrolytlösungen). Sie variieren teilweise im Kaliumgehalt.
Es existieren auch Kombinationslösungen mit Glucose. Bei Halb- und Drittelelektrolylösungen dient der Glucosezusatz der Erhöhung der Osmolarität. Flüssigkeits- und Volumenersatzmittel ohne Makromoleküle werden auch kristalloide Infusionslösungen genannt.

## Verwendung

### Anwendungsgebiete
Die Indikationen umfassen den Flüssigkeits- und Elektrolytersatz bei ausgeglichenem Säuren-Basen-Haushalt, die Behandlung der isotonen und hypotonen Dehydratation und den kurzfristigen intravasalen Volumenersatz. Balancierte Lösungen können auch bei leichter Azidose angewendet werden. Glucosehaltige Lösungen dienen zudem der teilweisen Deckung des Energiebedarfs.
Sie werden zudem als Trägerlösung eingesetzt, um Elektrolytkonzentrate und Arzneimittel intravenös zu verabreichen.

### Anwendungsbeschränkungen, Nebenwirkungen
Nicht eingesetzt werden dürfen VEL bei Hyperhydratation (Überwässerungszuständen). Lactathaltige Lösungen sind kontraindiziert bei eingeschränkter Lactatverwertung bei einer Hyperlactatämie.
Bei bestimmungsgemäßem Gebrauch sind keine Nebenwirkungen zu erwarten.